# Don Symon
Donald Alan "Don" Symon (født 20. maj 1960 i Christchurch, New Zealand) er en newzealandsk tidligere roer.
Symon var en del af den newzealandske firer med styrmand, der vandt bronze ved OL 1984 i Los Angeles. Bådens øvrige besætning var Kevin Lawton, Barrie Mabbott, Ross Tong og styrmand Brett Hollister. I finalen blev newzealændernes båd besejret af Storbritannien, der vandt guld, og af USA, der fik sølv. Det var den eneste udgave af OL, Symon deltog i.

## OL-medaljer
- 1984:  Bronze i firer med styrmand